# Norman Burton
Norman Burton (* 5. Dezember 1923 in New York City, New York; † 29. November 2003 nahe Imperial, Kalifornien) war ein US-amerikanischer Schauspieler.

## Leben
Burton wuchs in New York City auf und wurde am The Actors Studio ausgebildet. Seine Schauspielkarriere begann in New York, wo er Ende der 1960er Jahre einige Auftritte am Broadway hatte. Er zog zugunsten einer Film- und Fernsehkarriere nach Kalifornien. Drei Jahrzehnte lang war er in Gastrollen in zahlreichen Fernsehserien zu sehen, 1977 hatte er die wiederkehrende Rolle des Joe Atkinson in der Superhelden-Serie Wonder Woman. In der Miniserie Feuersturm und Asche stellte er den General George C. Marshall dar.
Burton spielte in zahlreichen Spielfilmen, kam jedoch nie über Nebenrollen hinaus. Er war in 1968 in Planet der Affen und drei Jahre später in Flucht vom Planet der Affen, sowie 1974 in der Serienadaption Planet der Affen jeweils in kleineren Rollen zu sehen. Gelegentlich hatte er Rollen in Blockbustern, wie 1974 in Flammendes Inferno. James-Bond-Fans kennen Burton als CIA-Agenten Felix Leiter aus dem Film James Bond 007 – Diamantenfieber. Seinen letzten Filmauftritt hatte er 1993 im Kampfsportfilm American Fighter 5 an der Seite von Pat Morita.
1998 zog er mit seiner Frau nach Ajijic, Mexiko, wo er als Schauspieler und Regisseur am Lakeside Little Theatre in Jalisco wirkte. 2003 verstarb er an den Folgen eines Verkehrsunfalles, als er nach einem Besuch in den USA auf der Rückfahrt nach Ajijic war. Aus der Ehe mit seiner 2002 verstorbenen Frau ging eine Tochter hervor.

## Filmografie (Auswahl)

### Film
- 1967: Das Tal der Puppen (Valley of the Dolls)
- 1968: Planet der Affen (Planet of the Apes)
- 1971: Flucht vom Planet der Affen (Escape from the Planet of the Apes)
- 1971: James Bond 007 – Diamantenfieber (Diamonds Are Forever)
- 1972: Auf leisen Sohlen kommt der Tod (Fuzz)
- 1973: Save the Tiger
- 1974: Flammendes Inferno (The Towering Inferno)
- 1976: Die verrückteste Rallye der Welt (The Gumball Rally)
- 1980: Fade to Black – Die schönen Morde des Eric Binford (Fade to Black)
- 1983: Grabmal des Grauens (Mausoleum)
- 1984: China Blue bei Tag und Nacht (Crimes of Passion)
- 1988: Bloodsport
- 1992: Hydrotoxin – Die Bombe tickt in Dir (Live Wire)
- 1993: American Fighter 5

### Fernsehen
- 1963: Auf der Flucht (The Fugitive)
- 1965: Rauchende Colts (Gunsmoke)
- 1965: Verliebt in eine Hexe (Bewitched)
- 1966: Bezaubernde Jeannie (I Dream of Jeannie)
- 1966: Mini-Max (Get Smart)
- 1974: Kojak – Einsatz in Manhattan (Kojak)
- 1974: Planet der Affen (Planet of the Apes)
- 1975: Baretta
- 1977: Wonder Woman
- 1978: Lou Grant
- 1982: CHiPs
- 1982: Simon & Simon
- 1986: Mord ist ihr Hobby (Murder, She Wrote)
- 1986: Knight Rider (Die Boxmeisterschaft; Eine Musterstadt o. Verbrechen)
- 1988: Ein Engel auf Erden (Highway to Heaven)

## Broadway
- 1959–1960: Sweet Bird of Youth